# Festival de Baía das Gatas

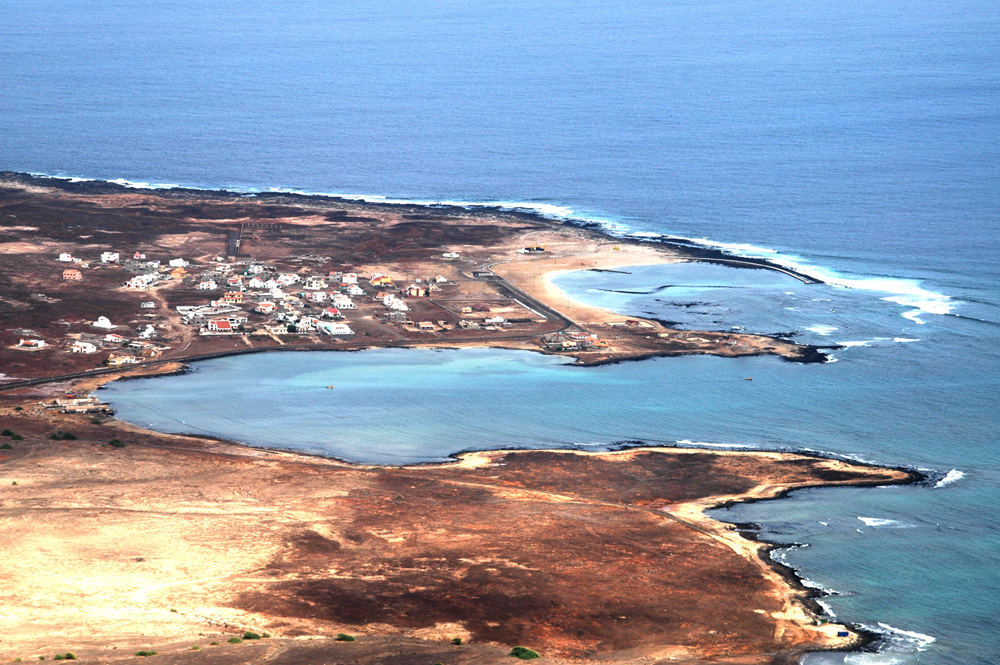
Baía das Gatas, lloc on se celebra el festival de música

El Festival de Baía das Gatas o el Baía das Gatas Festival i el Baía das Gatas Music Festival és un festival musical que té lloc en un cap de setmana de lluna plena d'agost a Baía das Gatas, un poble i una badia en la part nord-oriental de l'illa de São Vicente, Cap Verd. És el Festival de música més popular festival de Cap Verd i probablement fou el primer i únic festival del país fins que el 1992 es va celebrar el Festival de Gamboa a Praia. Se'l coneix amb el malnom del Woodstock d'Àfrica.

## Història
El festival va ser creat el 1984 pel músic i compositor Vasco Martins i els seus amics, amb un pressipost de 180 milions d'escudos i l'equipament limitat a 150 vats. En el primer any, els músics van venir de Mindelo, i es va convidar a gent d'altres Illes de Cap Verd i a la diàspora. A partir dels anys 90, el festival va començar a rebre gent d'altres països que venien a veure el festival. Progressivament el festival ha anat guanyant importància i mida i es calcula que unes 15 mil persones el visiten cada any. L'artista convidada més popular ha sigut Cesária Évora.

## Organització
El festival té una durada de tres dies i se celebra en un cap de setmana de lluna plena d'agost. És organitzat per l'alcalde d'illa i l'entrada és lliure.
Els concerts es complementen amb curses de cavall, esports aquàtics i l'elecció de "Miss Baía".